# Labus pusillus
Labus pusillus är en stekelart som beskrevs av Vecht 1963. Labus pusillus ingår i släktet Labus och familjen Eumenidae. Inga underarter finns listade i Catalogue of Life.